# Aphrodisiac
Aphrodisiac – singel grecko-cypryjskiej piosenkarki Elefterii Elefteriu wydany 12 marca 2012 roku przez wytwórnię Universal Music Greece. Producentami, twórcami tekstu oraz muzyki są Dimitris Stassos, Mikaela Stenström, Dajana Lööf. Utwór reprezentował Grecję podczas 57. Konkursu Piosenki Eurowizji w 2012 roku.

## Historia utworu

### Konkurs Piosenki Eurowizji

#### Ellinikos Telikos 2012
12 marca 2012 roku w greckim centrum handlowym River West odbyły się greckie selekcje do 57. Konkursu Piosenki Eurowizji Ellinikos Telikos 2012, do których Elefteria zgłosiła się z utworem „Aphrodisiac”. Eliminacje organizowała i transmitowała grecka telewizja publiczna Ellinikí Radiofonía Tileórasi (ERT), a konkurs wygrał singiel Elefteriu.

#### Konkurs Piosenki Eurowizji 2012
22 maja odbył się pierwszy półfinał konkursu, w którym Elefteria wystąpiła z trzecim numerem startowym, zdobyła 116 punktów i awansowała do finału z czwartego miejsca. Koncert finałowy odbył się 26 maja, a wokalistka zaprezentowała swój utwór jako 16. w kolejności. Singiel otrzymał w sumie 64 punkty, które uplasowały go na 17. miejscu ogólnej klasyfikacji. W głosowaniu telewidzów zdobył 89 punktów i 9. miejsce, jurorzy przyznali mu ostatecznie 18. pozycję.

## Notowania na liście przebojów
| Kraj              | Lista (2012)     | Najwyższa pozycja |
| ----------------- | ---------------- | ----------------- |
| Belgia (Flandria) | Ultratop 50      | 24                |
| Szwecja           | Singles Top 60   | 27                |
| Austria           | Singles Top 75   | 56                |
| Wielka Brytania   | UK Singles Chart | 167               |

## Historia wydania
| Region | Data             | Format           | Wytwórnia       |
| ------ | ---------------- | ---------------- | --------------- |
| Grecja | 12 marca 2012    | Digital download | Universal Music |
| Cypr   | 12 marca 2012    | Digital download | Universal Music |
| Turcja | 12 kwietnia 2012 | Digital download | Avrupa Music    |